# Zünftige Bande
Zünftige Bande (Originaltitel: La Belle Équipe / Alternativtitel: Größer als die Liebe) ist ein französischer Spielfilm aus dem Jahr 1936 von Julien Duvivier mit Jean Gabin, Charles Vanel und Viviane Romance in den Hauptrollen.

## Handlung
Im Zentrum der Handlung, die zu Beginn der französischen Volksfrontregierung spielt, stehen fünf junge Arbeiter, die miteinander befreundet sind. Dabei handelt es sich um Jean, den alle nur „Jeannot“ nennen, der ältere Charles Billot, der in Anlehnung an Charlie Chaplin zumeist „Charlot“ gerufen wird, der in etwa gleichaltrige Raymond, den man zumeist „Tintin“ ruft, sowie Jacques und der Spanier Mario. Ihr von Arbeit und den kleinen Alltagsfreuden bestimmtes Leben erfährt eines Tages eine große Veränderung, als alle Fünf mit einem Gemeinschaftslos den Jackpot einer Lotterie geknackt haben und 100.000 Francs gewinnen. Es folgen endlose Diskussionen, was man denn nun mit dem Geld anfangen sollte, bis schließlich die „zünftige Bande“ (im Französischen: ‚La belle équipe‘) beschließt, Jeans Vorschlag zu folgen und von dem Gewinn ein heruntergekommenes Haus am Stadtrand für alle zu kaufen, um dort eine Guinguette, eine Unterhaltungstaverne, hochzuziehen und den gemeinsamen Garten zu bewirtschaften.
Bald verändern sich die Dinge jedoch schlagartig zum Schlechteren, und die Entwicklungen fordern die Gemeinschaft und die Solidarität der Männer untereinander stark heraus: einer der Fünf stürzt bei Ausbesserungsarbeiten vom Dach und bricht sich das Genick, ein anderer verlässt die Gruppe wegen einer Frau. Zu allem Unglück wird der Spanier Mario auch noch aus Frankreich ausgewiesen, sodass am Ende nur noch Jeannot und Charlot übrig bleiben. Doch auch die beide entzweien sich, als plötzlich Gina, die Exfrau Charlots auftaucht, und mit ihren weiblichen Reizen die beiden Männer, die sich bald um sie balgen, um den Verstand zu bringen scheint. Während in der optimistischen Fassung (siehe Produktionsnotizen) sich aber Jeannot und Charlot schließlich zusammenraufen und die alte Freundschaft über die Verführung, das „ewig Weibliche“, siegt, gelingt es Gina in der pessimistischen Fassung (siehe ebenda) die beiden Freunde auseinanderzudividieren, was zu einem Verbrechen aus Leidenschaft führt.

## Produktionsnotizen
Zünftige Bande entstand in der Anfangsphase von Frankreichs sozialistischer Volksfront-Regierung Léon Blums, im Juni und Juli 1936, und ist stark von dem politisch linken Geist dieser Zeit beeinflusst. Die Uraufführung erfolgte am 15. September 1936 in Paris. Die deutsche Erstaufführung in französischer Originalfassung mit deutschen Untertiteln war am 2. Juli 1937 im Berliner U.T. Kurfürstendamm unter dem Titel Uns lachte das Glück.  In Österreich wurde der Film in Wien am 9. Juli 1937 herausgebracht. Die deutsche Wiederaufführung unter dem Titel Zünftige Bande erfolgte 1949.
Die Filmbauten entwarf Jacques Krauss.
Duvivier hatte zwei Filmenden gedreht. Die von ihm bevorzugte Originalversion hatte ein eher pessimistisches Ende: Die Frau hat die „zünftige Bande“ zerstört, einer der beiden letzten Freunde schießt in seiner Verzweiflung auf den anderen. Diese Fassung lief in den Stadtkinos auf dem Champs-Elysées. Die zweite, vom Produzenten des Films verfügte Fassung sollte ein Happy End erhalten. Es ist diejenige Fassung, die man 1936 zumeist in den Vorstadtkinos der „kleinen Leute“ sehen konnte. Die pessimistische Version fand ihre deutsche Erstaufführung 1992 mit ihrer Ausstrahlung auf dem Fernsehkanal Bayern 3.

## Kritiken
„Wie Renoir brachte Duvivier Arbeiter auf die Leinwand und fand Schauspieler, die fähig waren, sie darzustellen: Aimos, Jean Gabin, Charles Vanel. Doch der Schluß, der Zusammenbruch, ist zweideutig. Soll man daraus schließen, daß eine Gruppe von Arbeitern ihr Glück und ihren Wohlstand nicht am Rande der Gesellschaft aufbauen kann, oder umgekehrt, daß das Schicksal jeder ehrliche kollektive Bemühung zum Scheitern verurteilt? Es ist schwer, diese Alternative zu entscheiden. Um so mehr als Duvivier die Niederlage der Arbeiter für das Publikum der Champs Elysées reservierte und für die volkstümlichen Kinos eine optimistische Version drehte: die letzten Mitglieder der Gemeinschaft (Gabin und Vanel) widerstehen der Versuchung, sich wegen einer Dirne (Viviane Romance) miteinander zu verfeinden; sie jagen sie fort und können angesehene und wohlhabende Kaufleute werden. Trotz dieser sonderbaren Zweideutigkeit hat ‚La belle équipe‘ volkstümlichen Charakter.“

„La belle équipe gilt vielen Filmhistorikern als der beste Film Duviviers. Besonders der erste Teil ist vorzüglich: Die Schilderung des Lebens der Arbeitslosen, der gemeinsame Start in ein neues Leben. Das stimmt im Milieu und in der Charakterschilderung exakt; außerdem spürt man hier den Geist jener Zeit, in der die ‚Volksfront‘ vielen ein verheißungsvoller neuer Anfang schien. Eindrucksvolles Bildsymbol der Hoffnungen und Bemühungen ist die Szene, als ein Unwetter das Dach des Hauses zu zerstören droht und die Freunde sich nebeneinander auf die Dachziegel legen, um sie festzuhalten.“

„Glänzend besetzter, bemerkenswert konsequent erdachter und inszenierter Film; einfallsreich, detailsicher, lebensnah und ebenso gemütvoll wie originell geschildert.“